# Hong Kong Exchanges and Clearing

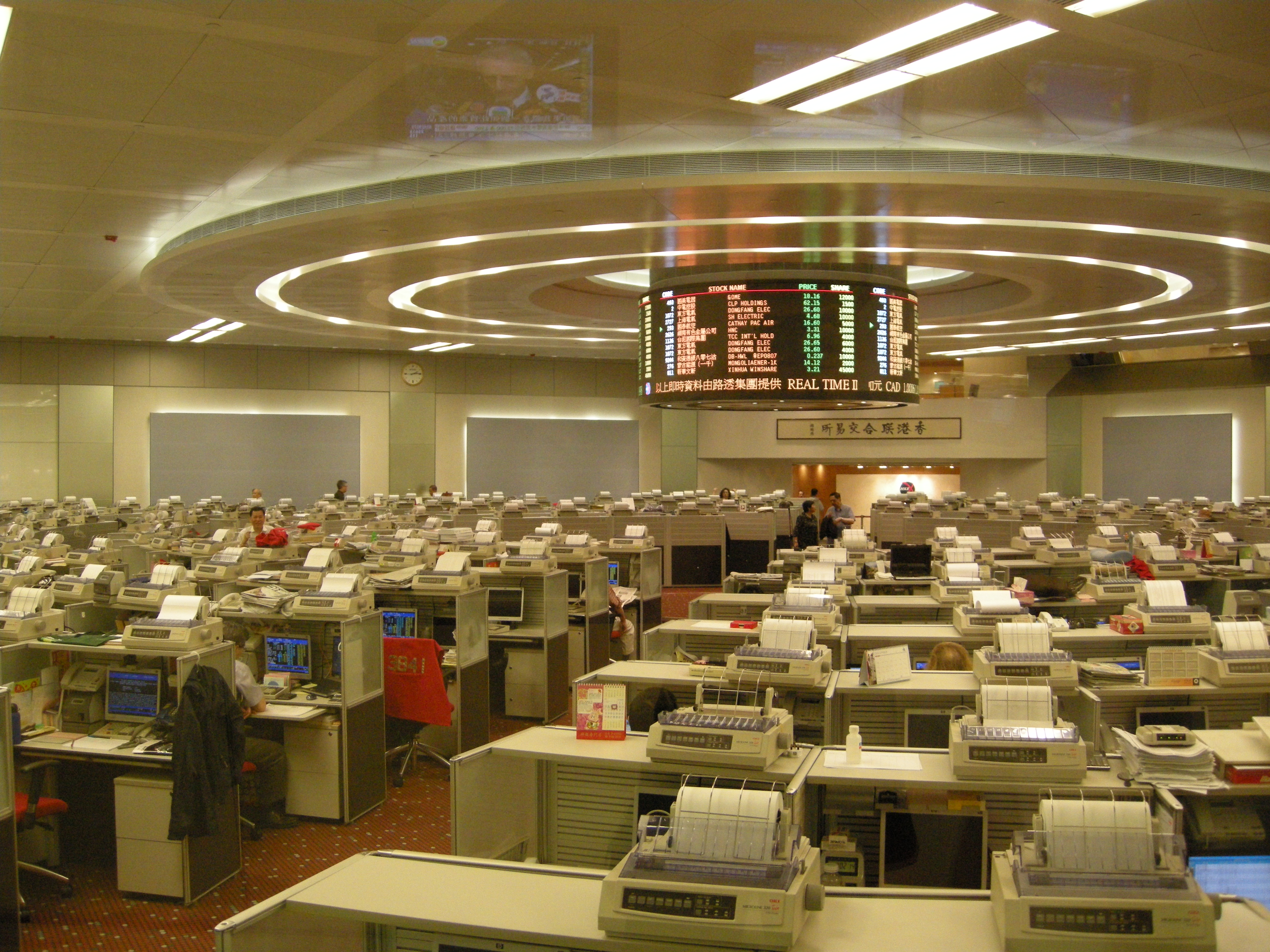
Exchange Hall

Hong Kong Exchanges and Clearing Limited (chinois traditionnel : 香港交易及結算所有限公司, aussi 香港交易所 ou 港交所 ; abrégé en HKEx; HKSE : 0388) est la holding du Stock Exchange of Hong Kong (SEHK), du Hong Kong Futures Exchange (HKFE) et de Hong Kong Securities Clearing Company. Avec une capitalisation boursière de plus de 2124 milliards de dollars US au 12 juillet 2007, le HKEx se classait cinquième place boursière mondiale à cette date (voir Liste des places boursières dans le monde). Au 31 décembre 2010 elle occupe la sixième place mondiale par capitalisation boursière.

## Histoire
L'histoire de la place boursière prend origine à la fin du XIXe siècle avec une création établie en 1891, bien que des places boursières informelles aient existé depuis 1861. La bourse est restée la bourse principale de Hong Kong malgré une coexistence avec d'autres bourses à différentes époques ; après une série de fusions et acquisitions, le HKSE est demeuré le noyau. De 1947 à 1969 la bourse était en situation monopolistique.
HKEx en tant que tel a été formé le 6 mars 2000 par la fusion des trois entreprises constituantes, elle est cotée en bourse sur son propre marché, le HKSE.
Le Gouvernement de Hong Kong est l'actionnaire majoritaire de HKEx et a le droit de nommer six des treize directeurs du conseil d'administration.

### Valorisation
La capitalisation boursière du marché a explosé au milieu des années 2000. En septembre 2005, elle était déjà d'environ 1000 milliards de dollars US, en faisant la deuxième bourse de la région Asie Pacifique derrière le Japon. Celle-ci a dépassé 1300 milliards en 2006, se classant au huitième rang mondial puis au cinquième rang le 12 juillet 2007, avec une capitalisation de plus de 2124 milliards de dollars.

### Spéculations autour d'une fusion
Après que le New York Stock Exchange a annoncé en novembre 2006 l'ouverture d'un bureau à Pékin afin de travailler avec le Shanghai Stock Exchange, le Président de Hong Kong Exchanges and Clearing, Ronald Arculli a repoussé des rumeurs en indiquant qu'il n'y avait aucun plan à court terme pour l'acquisition d'autres bourses ou la fusion avec celles-ci, mais que l'entreprise se concentrerait sur le « renforcement de sa compétitivité et la revue de ses frais de cotation. »
En septembre 2019, Hong Kong Exchanges and Clearing annonce faire une offre d'acquisition sur le London Stock Exchange de 39 milliards de dollars, offre qui rapidement fait l'objet de protestation politique. Cette offre est en concurrence avec l'offre de  London Stock Exchange sur Refinitiv pour 27 milliards de dollars.

## Activités

### Infrastructure
L'échange s'est informatisé le 2 avril 1986, ce qui a permis de moderniser son système. En 1993 la bourse a lancé le « Système d'Exécution et de Couplage Automatique des Ordres » (AMS) qui fut remplacé par le système de troisième génération (AMS/3) en octobre 2000. Des systèmes ont aussi été ajoutés afin de s'adapter à l'augmentation de popularité du train d'actions par Internet.

### Heures de Cotation

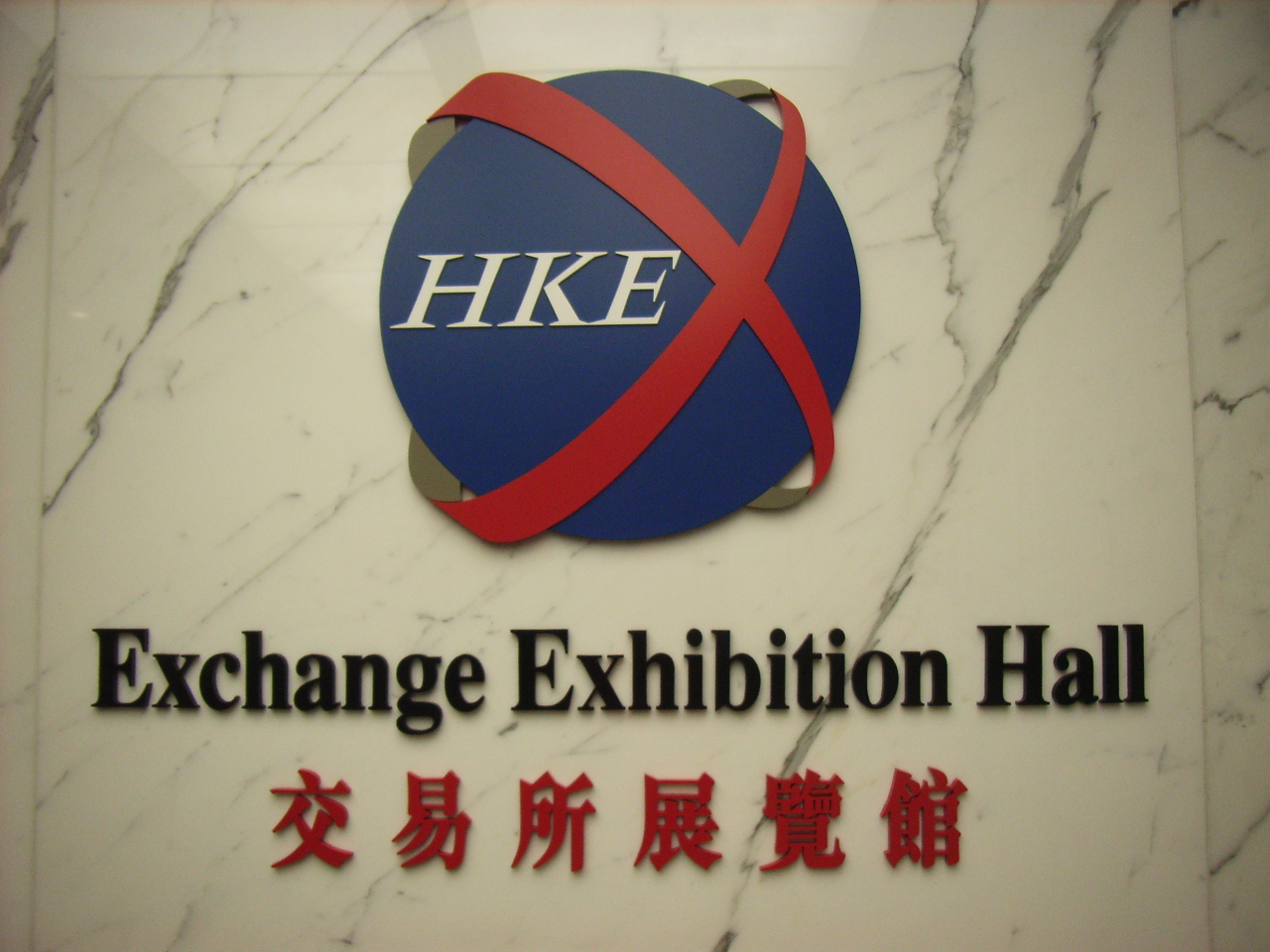
The Exchange Exhibition Hall

HKEx cote de 09h30 a 12h00 et de 13h30 à 16h00.

### Produits
Les principales valeurs mobilières traitées incluent les actions, certificats de dépôts, obligations, fonds mutuels (ETF et REIT) et les produits structures. Les produits dérivés incluent des futures et options sur indices, actions, taux d'intérêt, titres de dette et l'or.

## Controverses

### Fiasco des Penny stocks
En avril 2002, HKEx a lancé une étude pour considérer la radiation de la cote des « penny stocks » afin améliorer l'efficience du marché. Sa proposition de radier de la cote pendant 30 jours les entreprises dont les actions cotent sous 0,50 dollars de Hong Kong a fait plonger les penny stocks. Les actions de dix-sept entreprises ont perdu plus de 30 % de leur valeur, et près de 6 milliards de dollars de Hong Kong de capitalisation boursière ont été effacés sur 105 entreprises cotées. David Webb déclara que le désir de HKEx de radier de la cote ces entreprises provenait de la disproportion entre les ressources humaines engagées et le peu de revenus générés par celles-ci. Webb a décrié le conflit d'intérêts entre son rôle d'opérateur et celui de régulateur, et a demandé que ce dernier soit transféré à la SFC.
Le 10 septembre 2002, un rapport gouvernemental a reconnu le directeur général de HKEx Kwong Ki-chi coupable d'erreurs d'administration et considère « qu'il devrait être tenu responsable au nom de HKEx pour les lacunes politiques dans la préparation et la diffusion du document consultatif ».

### Achat d'actions par le gouvernement
En septembre 2007, le gouvernement a révèle qu'il avait porté sa part dans HKEx de 4.41 % a 5.88 %. Selon des sources de marché, le gouvernement aurait dépensé 2.44 milliards de HKD pour acheter 15.72 millions d'actions de l'entreprise. Celles-ci sont détenues par le fonds gouvernemental comme « avoirs stratégiques ».
Cette décision a soulevé des critiques à Hong Kong comme à l'étranger : le membre du conseil d'administration et partisan de la gouvernance David Webb a déclaré que le gouvernement était le deuxième plus gros investisseur sur le marché de Hong Kong après Pékin, et dispose d'un portefeuille de valeurs locales estimé à environ 150 milliards de HKD. Il ajouta que l'achat violait le principe que le gouvernement avait lui-même énoncé de « grand marché, petit gouvernement », ajoutant qu'il avait augmenté l'incertitude et envoyé un signal très négatif au marché dans son ensemble ; le Civic Party a critiqué le gouvernement pour avoir endommagé la confiance du public dans le marché, et interféré avec l'indépendance de la place boursière. Le Wall Street Journal a aussi écrit dans un éditorial que le gouvernement de Hong Kong interférait avec le marché pour « se rapprocher du modèle chinois de places boursières nationales très contrôlées ». Le commentateur financier Jake van der Kamp a lui noté que le dilemme du Secrétaire aux finances : le gouvernement fait face à un conflit d'intérêts du fait que son désir d'efficience du marché financier est contraire à ses intérêts d'actionnaire, qui préférerait maximiser ses profits.
Le gouvernement déclara qu'il voulait jouer un rôle positif dans le développement de la bourse de Hong Kong en tant qu'actionnaire. Les analystes s'attendent à ce qu'il continue d'augmenter sa participation, du fait de la préparation de HKEx à « une intégration future et une alliance avec les bourses continentales chinoises ». Un autre analyste s'est montré inquiet de l'indépendance réelle du « Président Indépendant » Ronald Arculli, aussi membre du Conseil exécutif de Hong Kong.

### Piratage du Hong Kong Stock Exchange
L'après-midi du 10 août 2011, le Hong Kong Stock Exchange a dû faire cesser les cotations pour sept actions, dont les siennes ainsi que deux autres majeures (HSBC Holdings et Cathay Pacific), après que son site web ait été piraté durant la session matinale. Ce piratage a empêché la publication d’informations boursières majeures rendant le trading sur ces sous-jacents inéquitable.

## Réglementation pour l’extension de l'interdiction de trading des directeurs
Entre le 11 janvier et le 7 avril 2008, HKEx a lancé une consultation afin de changer les règles de cotation pour « s'attaquer à 18 problèmes politiques liés à la gouvernance d'entreprise et aux critères de cotation initiaux ». Le 28 novembre 2008, de nouvelles règles furent annoncées dont notamment une interdiction de trading appliquée aux directeurs sur les actions de leurs entreprises entre la fin de chaque semestre et la publication des résultats de celui-ci. Les amendements des règles de cotation devaient entrer en application le 1er janvier 2009. L'interdiction en vigueur jusqu’alors ne concernait que le mois précédant la publication, et était considérée par HKEx comme « échouant à s'assurer que les initiés en possession d'informations non publiées pouvant affecter les prix n'abusent pas du marché ».
Mi-décembre, les législateurs représentant les Circonscriptions fonctionnelles, menés par Abraham Razack, Chim Pui Chung et David Li, ont demandé que les régulateurs suspendent la mise en place de la proposition d'interdiction prolongée. Razack invoqua le fait que HKEx n'ait pas assez largement mené de consultations et que le processus était une « boite noire » qui ne reflétait pas l'opinion de l'industrie financière; David Webb répondit que cette campagne était orchestrée par des magnats et directeurs d'entreprises disposant de bonnes connexions politiques et agissant pour que les règles ne changent pas. Le 30 décembre 2008, le comité de cotation déclara qu'il ne retirerait pas la nouvelle règle parce qu'elle aurait « un effet positif à long terme sur les marchés ». Toutefois elle retarda son application de trois mois.